# Vieille école à Paštrić
La vieille école à Paštrić (en serbe cyrillique : Стара школа у Паштрићу ; en serbe latin : Stara škola u Paštriću) se trouve à Paštrić, dans la municipalité de Mionica et dans le district de Kolubara en Serbie. Elle est inscrite sur la liste des monuments culturels protégés de la République de Serbie (identifiant no SK 1598),,,,.
L'école a été classée en même temps et sous le même numéro d'inventaire que l'église Saint-Pierre-et-Saint-Paul de Ribnica située à proximité.

## Présentation

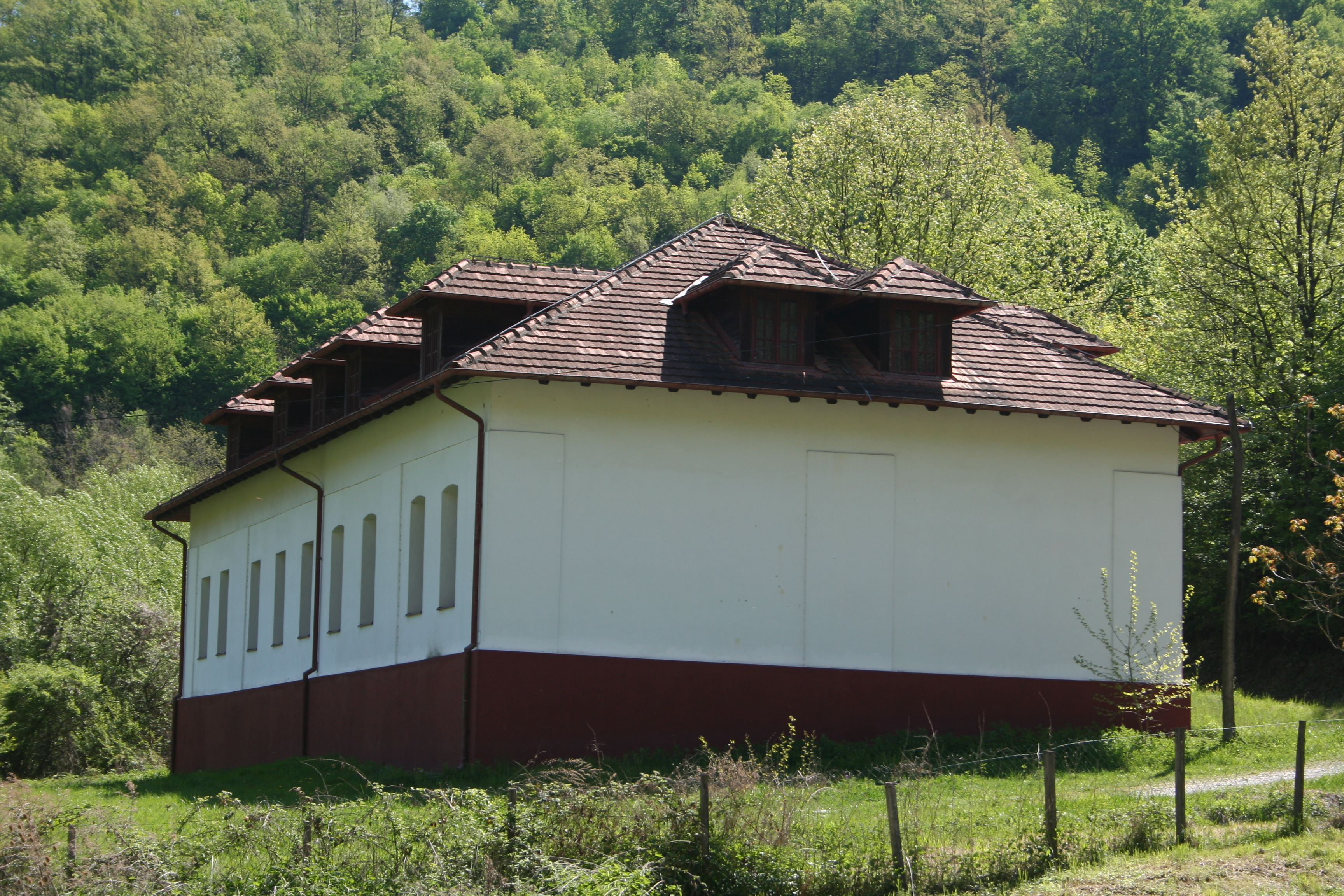
Autre vue de l'école.

Le premier bâtiment de l'école élémentaire de Ribnica-Paštrić a été construit en 1839. Dans les années 1880, il a été remplacé par le bâtiment actuel, plus spacieux, qui accueillait aussi des élèves des villages alentour. Quand Paštrić a été doté d'une nouvelle école, l'ancien bâtiment est devenu un internat. En plus de ses attraits architecturaux, il tire sa valeur patrimoniale de sa contribution à l'histoire de la région de Valjevo du milieu du XIXe siècle au début du XXe siècle.
Parmi les personnalités qui ont fréquenté l'école de Ribnica se trouvent Lazar et Živojin Mišić, ainsi que Dimitrije Mita Rakić. Parmi les professeurs les plus célèbres de l'école, on peut citer Nikola Vulović (le père de Svetislav Vulović), Vladimir Kovačević (le frère de l'historien Ljubomir Kovačević et le père du général de brigade Mihailo Kovačević) et Mihailo D. Maksimović (le père de la poétesse Desanka Maksimović).